# Josef Hickel
Josef Hickel (19. března 1736 Česká Lípa – 28. března 1804 Vídeň) byl rakouský malíř portrétů českého původu.

## Život
Josef Hickel byl původně žákem svého otce, malíře církevních obrazů, jehož křestní jméno není přesně známo, ale je pravděpodobně totožný s Franzem Hickelsem, malířem z České Lípy uvedeným v seznamech vídeňské akademie v roce 1766. Mladším bratrem byl Antonín Hickel (1745–1798), rovněž kreslíř a malíř historických obrazů a podobizen.
V roce 1756 se Josef Hickel přestěhoval do Vídně a studoval na Vídeňské akademii, kde se specializoval na portrétní malbu. Vstoupil pak do služeb císařovny Marie Terezie, která ho na své náklady vyslala na studijní cestu do Itálie, kde namaloval řadu portrétů významných osobností v Miláně, Parmě a Florencii. V roce 1769 ho Florentská akademie jmenovala svým členem.
Po svém návratu do Vídně byl pověřen portrétováním Josefa II. Tento úkol úspěšně splnil a v roce 1771 byl jmenován císařsko-královským komorním malířem. V roce 1778 se však marně ucházel o místo ředitele vídeňské akademie. Jako dvorní malíř Josefa II. vytvořil charakteristický portrétový model císaře, který se pak opakoval: hlava otočená doleva, oči hledící na diváka, nohy i paže v klidu.
Hickel byl mimořádně produktivní, vytvořil více než 3 000 obrazů, z nichž mnohé byly následně reprodukovány rytinami; několikrát portrétoval Marii Terezii a Josefa II. Zůstaly po něm také portréty dalších příslušníků habsburského rodu a předních představitelů vídeňské šlechty, vytvořil i obraz papeže Pia VI. Jeho obrazy se zachovaly většinou v soukromých, ale i ve veřejných sbírkách (některé z portrétů jsou ve Vojenském historickém muzeu ve Vídni a v Královském paláci Caserta v Itálii).

## Dílo (výběr)
- Portrét Marie Terezie jako císařovny vdovy. Olej na plátně, po roce 1765, 225 × 114 cm, Vojenské historické muzeum, Vídeň
- Portrét Marie Antoinetty. Olej na plátně, asi 1773 až 1774, zámek Gripsholm ve Švédsku
- Portrét císaře Josefa II. Olej na plátně, 1776, 218 × 107 cm, Vojenské historické muzeum, Vídeň
- Johanna Sacco jako Medea. Olej na plátně, 1786, Burgtheater, Vídeň
- Portrét arcivévodkyně Marie Klementiny. Olej na plátně, 1796, palác Caserta v Itálii
- Portrét císaře Františka II. Olej na plátně, kolem 1800, 217 × 106 cm, Vojenské historické muzeum, Vídeň
- Portrét arcivévody Karla. Olej na plátně, kolem 1800, 214 × 125 cm, Vojenské historické muzeum, Vídeň

## Galerie

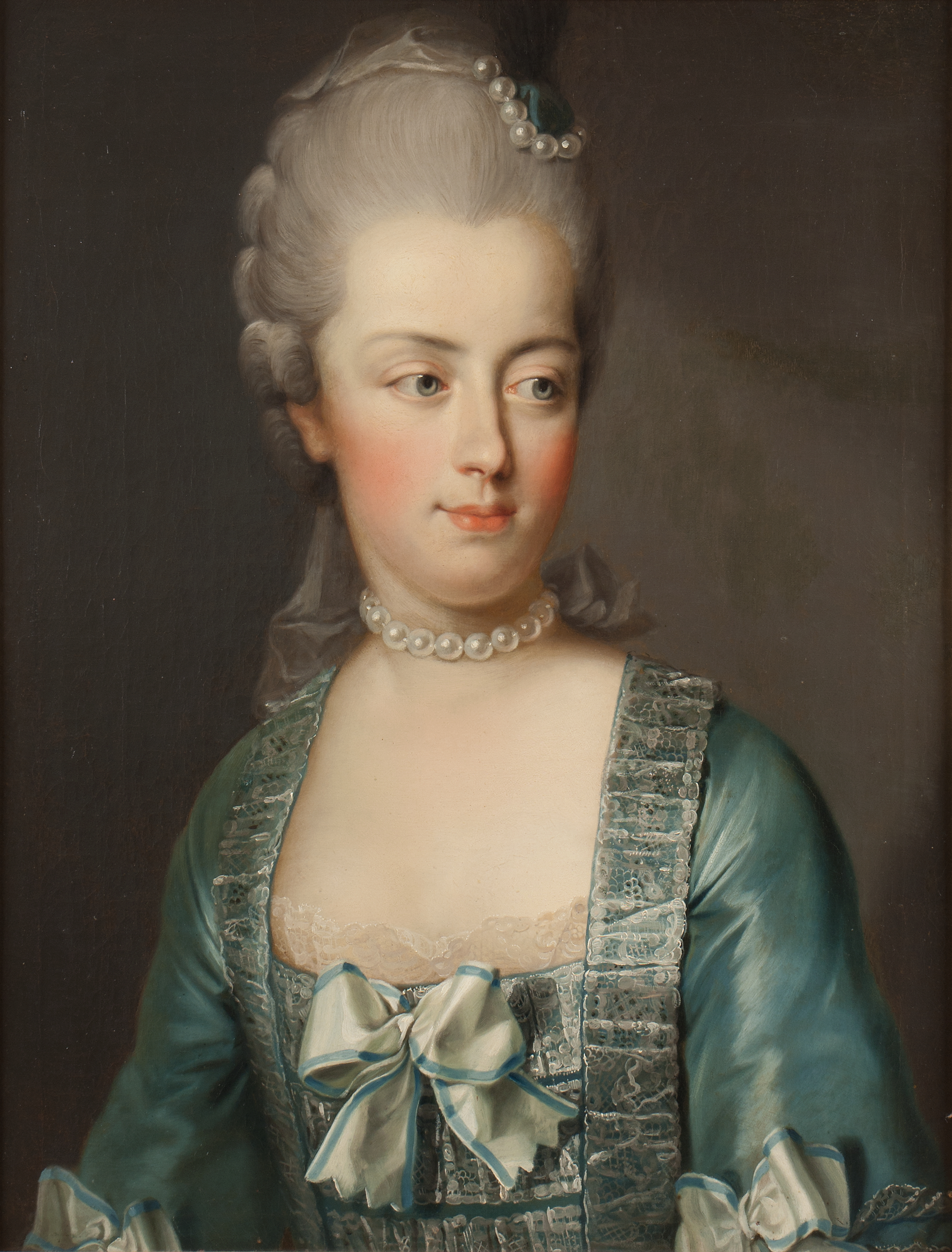
Marie Antoinetta, asi 1773–1774
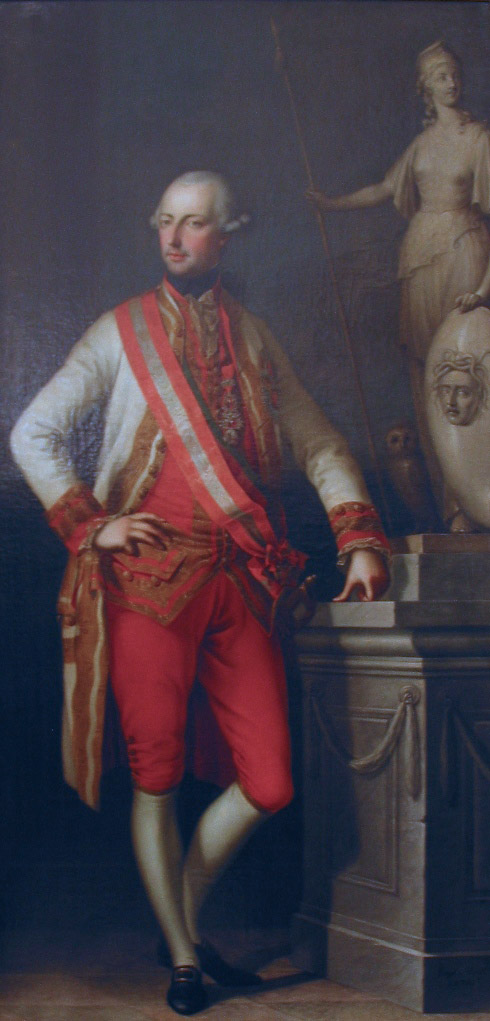
Josef II., 1776
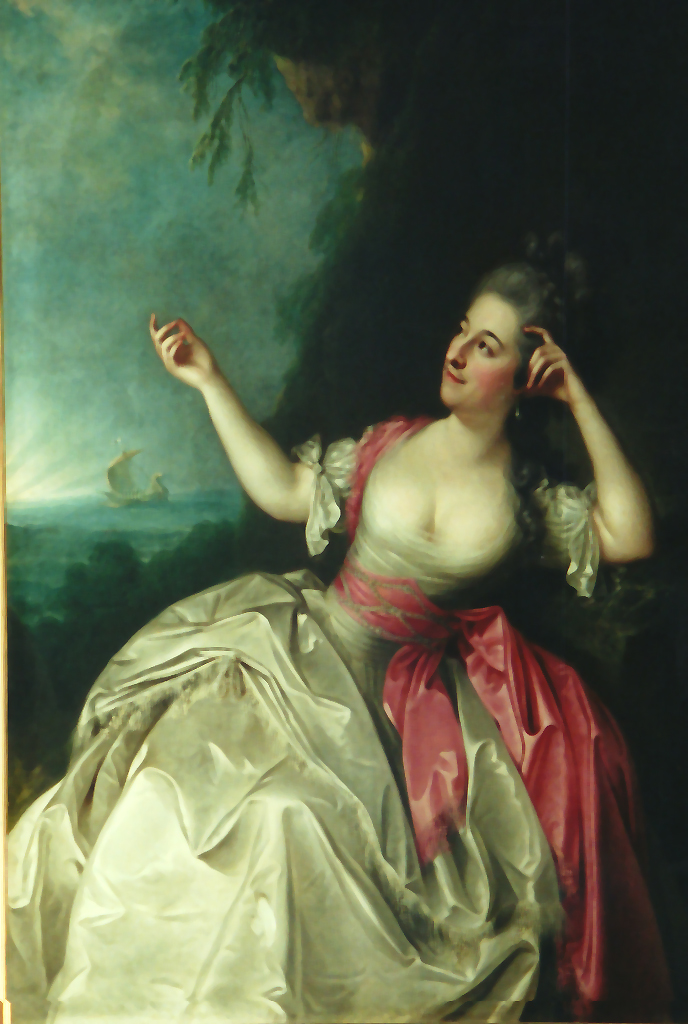
Rakouská herečka Katharina Jacquet (1760–1786), asi 1786
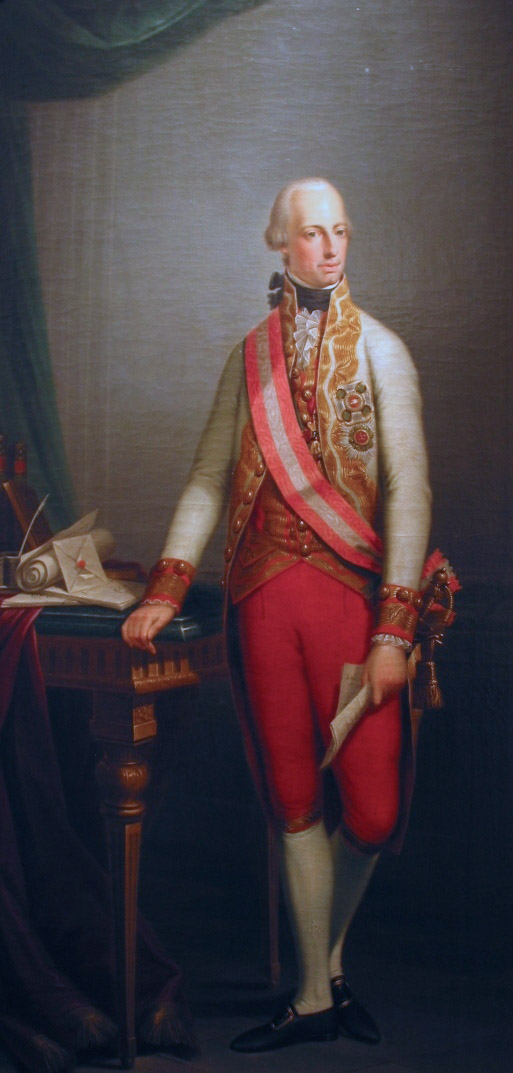
František II., asi 1800
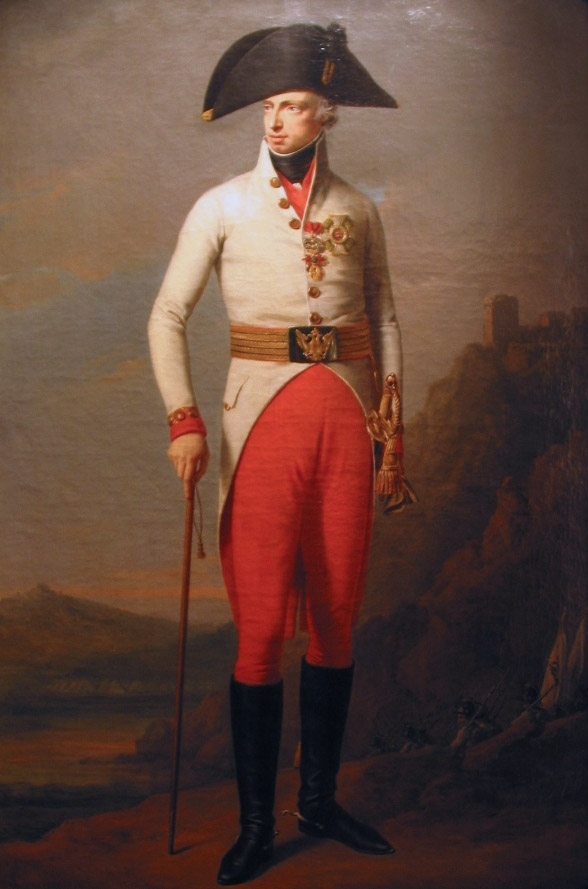
Arcivévoda Karel, asi 1800